# پیتی (خوراکی)
پیتی نوعی از آبگوشت است که غذای سنتی و غذای ملی (شمال غرب کشور ایران ) و کشور جمهوری آذربایجان محسوب میشود.
علاوه بر این در آسیای مرکزی نیز رواج دارد.

## مخلفات
غالبا از سبزیجات ٫ خیارشور و پیاز به عنوان مخلفات برای پیتی استفاده میشود.